# Jarosław Śmigielski
Jarosław Śmigielski, né le 30 mai 1914, à Poznań, en Pologne et mort le 25 avril 2002, à Poznań, en Pologne, est un ancien joueur de basket-ball polonais.

## Palmarès
- 3e du championnat d'Europe 1946